# 李宝金
李宝金（1942年出生），中华人民共和国政府官员，山东章丘人，长期掌控天津政法界，曾任天津市人民检察院检察长、中共天津市委政法委副书记、天津市公安局副局长等政法界要职。因受贿罪和挪用公款罪，被判处死刑缓期两年执行。

## 履历
李宝金1961年7月进入天津警界工作，扎根天津警界40余年。1987年李宝金升任天津市公安局副局长，1993年开始兼任天津市委政法委副书记。1998年6月当选天津市人民检察院检察长，为副省级官员，并任中共天津市委政法委副书记。2003年1月，再次当选天津市人民检察院检察长。

## 贪腐
李宝金被指控于1996年至2006年在担任天津市公安局副局长、中共天津市委政法委副书记和天津市人民检察院检察长期间，利用职务便利，为他人谋取不正当利益，索取、收受天津渤海化工集团等四家单位共计人民币317万余元；利用地位的便利，通过其他国家工作人员职权，为请托人谋取不正当利益，索取、收受天津荣程联合钢铁有限公司等三家单位和个人总计人民币229万余元，外币数万元。李宝金受贿额总计折合人民币562万余元。此外，李宝金包养的情妇王小毛，涉及诸多挪用公款等贪腐大案。此外，李宝金为人霸道，口头禅为“敢说不行，查他，办他！”
李宝金的落马，缺逃出了多少原来其手下的真蛀虫，天津市检察院财务处处长张力，千万资产巧妙的隐藏在其女儿女婿，情妇及亲属名下，而这些人大多自己都不知道，例如其在天津市西青区大寺镇金龙国际花园台北别墅就拥有三套别墅（1区45号、19号等），海口给情妇置办海景房，平常供其度假使用，並且在长途西站投资千万建立酒店。

## 落马
2006年初，戴成文案发，调查过程中戴成文积极检举揭发王小毛、李宝金等犯罪事实。此后，牵连出浩天集团王小毛、天津市检察长李宝金，三人均由中纪委同一专案组的调查。
2006年3月，李宝金的情妇王小毛的浩天集团为缓解其承建的津汕高速公路工程资金缺口，擅自挪用了由其控股的浩天津晋高速公路公司准备还贷的准备金4000万元，引起有关司法部门的关注。王小毛随后被警方带走，并在调查的过程中牵扯出李宝金的贪腐案件。2006年6月12日，李宝金因涉嫌重大经济问题和私人生活作风问题，被中共中央纪律检查委员会宣布“双规”，即规定时间、规定地点交待问题。后由中纪委移交司法部门。由于李宝金案情重大，中华人民共和国最高检察院特指定河北省检察院异地管辖李宝金贪污腐败案件。河北省沧州市中级人民法院依法对李宝金受贿案一审宣判，以受贿罪和挪用公款罪两罪并罚，决定对其执行死刑，缓期二年执行，剥夺政治权利终身，没收个人全部财产。

## 相关人物
- 宋平顺、戴成文
- 情妇：王小毛